# Ichthydium bifurcatum
Ichthydium bifurcatum är en djurart som tillhör fylumet bukhårsdjur, och som beskrevs av Preobrajenskaja 1926. Ichthydium bifurcatum ingår i släktet Ichthydium och familjen Chaetonotidae. Inga underarter finns listade i Catalogue of Life.